# Achim Richter
Achim Richter (* 21. September 1940 in Dresden) ist ein deutscher Kernphysiker.
Er war ab 1974 Professor am Institut für Kernphysik der Technischen Universität Darmstadt und wurde zum 30. September 2008 emeritiert. Vom 1. November 2008 bis zum 31. Oktober 2012 war er Direktor am European Centre for Theoretical Studies in Nuclear Physics and Related Areas (ECT*) in Trient, Italien. Seit dem 1. November 2012 ist er wieder Professor am Institut für Kernphysik der TU Darmstadt.

## Biographie
Richter wurde als Sohn des Baumeisters Georg Edmund Richter und dessen Ehefrau Elsa Richter, geborene Wenzel, geboren. In Dresden besuchte er die Grund- und Oberschule, wo er 1958 sein Abitur ablegte. Nachdem seine Bewerbung zum Physikstudium an der TH Dresden abgelehnt worden war, nahm er zunächst eine Lehre zum Physiklaboranten im Zentralinstitut für Kernforschung Rossendorf auf, floh aber 1959 über Westberlin in die Bundesrepublik Deutschland.
Im Jahr 1959 begann er das Studium der Physik an der Universität Heidelberg und wurde 1963 in die Studienstiftung des deutschen Volkes aufgenommen. 1965 erhielt er das Diplom im Fach Physik an der Universität Heidelberg. 1967 folgte die Promotion im Fach Physik bei Wolfgang Gentner, Max-Planck-Institut für Kernphysik in Heidelberg, wo er von 1966 bis 1967 tätig war. 1967 bis 1968 arbeitete er als Research Associate am Department of Physics der Florida State University in Tallahassee im US-Bundesstaat Florida, und von 1969 bis 1970 als Postdoctoral Fellow an der Physics Division des Argonne National Laboratory im Downers Grove Township, DuPage County im US-Bundesstaat Illinois.
1971 wurde Richter Wissenschaftlicher Mitarbeiter am Max-Planck-Institut für Kernphysik in Heidelberg. Nach der im selben Jahr erfolgten Habilitation im Fach Physik an der Universität Heidelberg wurde er dort Privatdozent. Von 1971 bis 1973 war Richter Wissenschaftlicher Rat und Professor an der Ruhr-Universität Bochum. 1974 wechselte er an die Technische Hochschule Darmstadt als Direktor am dortigen Institut für Kernphysik.
Richter ist Mitglied der Deutschen Physikalischen Gesellschaft und des Deutschen Hochschulverbands. Ende 2005 wählte ihn die American Physical Society als ersten Nichtamerikaner zum Senior Editor der angesehenen physikalischen Zeitschrift Reviews of Modern Physics. Er war zudem Mitherausgeber der internationalen Zeitschrift Nuclear Physics und verfasste zahlreiche Fachveröffentlichungen.

## Werke
Richter und seinen Mitarbeitern gelangen mit der Entwicklung des supraleitenden Darmstädter Elektronenbeschleunigers S-DALINAC – dem ersten derartigen Beschleuniger in Europa – und dem Aufbau des ersten Freie-Elektronen-Lasers (FEL) in Deutschland bedeutende Forschungsleistungen.
Er gilt als Entdecker der Scherenmode (scissors mode) in schweren deformierten Atomkernen (1984). Seine wissenschaftlichen Arbeitsgebiete decken ein breites Spektrum in den Bereichen der Kernphysik, Atomphysik, Strahlungsphysik, Beschleunigerphysik und der Nichtlinearen Dynamik ab. Zu nennen sind insbesondere Untersuchungen zu Symmetrien und Erhaltungssätzen in leichten Kernen und zu Fluktuationsphänomenen in Kernreaktionen, Experimente zu elektromagnetischen Kernanregungen mittels Photonen, Elektronen und Hadronen sowie Arbeiten auf den Gebieten von Channeling-Strahlung, nichtlinearer Dynamik und Quantenchaos.

## Auszeichnungen und Ehrungen
- 1964 Universitätspreis für Physik
- 1988 Deutsch-französischer Alexander-von-Humboldt-Preis
- 1990 Korrespondierendes Mitglied der Royal Society of South Africa
- 1992 Max-Planck-Forschungspreis, zusammen mit Jaques P. F. Sellschop, Witwatersrand-Universität
- 1995 Ehrendoktorwürde der Technischen Hochschule Chalmers in Göteborg/Schweden
- 1996 Ehrendoktorwürde der Universität Gent, Belgien
- 1996 Korrespondierendes Mitglied der Heidelberger Akademie der Wissenschaften[2]
- 2000 Ehrendoktorwürde der Witwatersrand-Universität, Johannesburg/Südafrika
- 2000 Ehrendoktorwürde der Kharkov National University/Ukraine
- 2001 Stern-Gerlach-Medaille der Deutschen Physikalischen Gesellschaft
- 2002 Fellow der Amerikanischen Physikalischen Gesellschaft (APS)[3]
- 2005 Korrespondierendes Mitglied der Royal Society of Arts and Sciences in Göteborg/Schweden
- 2006 Tage Erlander Professur des Schwedischen Research Councils
- 2007 Hessischer Verdienstorden
- 2010 Mitglied der Königlichen Physiographischen Gesellschaft in Lund
- 2010 Mitglied der Deutschen Akademie der Naturforscher Leopoldina in Halle (Saale)[4]
- 2013 Mitglied der Academia Europaea
- 2017 Johann-Heinrich-Merck-Ehrung der Wissenschaftsstadt Darmstadt
- 2025 Lise-Meitner-Preis